# 있잖아, 아냐 별로...
〈있잖아, 아냐 별로...〉(あのさ、いや別に... 아노사이야베츠니[*])는 일본의 걸그룹 NGT48의 아홉 번째 싱글이다. 2023년 8월 2일에 유니버설 뮤직 재팬(EMI Records)에서 발매되었다. 센터 포지션은 나카이 리카가 맡았다.

## 발매 배경
전작 〈철새들에게 하늘은 보이지 않는다〉로부터 8개월 만의 싱글이다. Type-A, Type-B, 극장판, NGT48 Offical CD Shop 한정판으로 총 네 가지의 형태로 발매됐다.